# 에두아르두 다 시우바
에두아르두 아우베스 다 시우바(포르투갈어: Eduardo Alves da Silva, 1983년 2월 25일, 브라질 리우데자네이루)는 대개 에두아르두 다 시우바 또는 에두아르두라고 불렸던 브라질계 크로아티아인의 전 축구선수다. 그의 포지션은 공격수였다.
2008년 2월 23일, 버밍엄 시티 FC전에 선발 출장했지만, 전반 3분 마틴 테일러의 거친 태클에 쓰러져 그라운드 위에서 응급 치료를 받은 뒤 병원으로 이송됐다. 워낙 끔찍한 부상이었던 탓에 아스널의 동료 선수들은 초조함을 감추지 못했다. 이로 인해, 시즌 아웃과 동시에 유로 2008에서도 뛰지 못하였다. 그는 후에 자신에게 위험한 태클을 가한 테일러를 용서한다는 의견을 밝혔다. 이후 1년이 넘는 기간 동안 재활을 거쳐 그라운드에 복귀하였다. 결국 이 부상으로 인하여 이후 경기에서도 실력을 발휘하지 못하면서, 2010년 7월 FC 샤흐타르 도네츠크로 이적하게 되었다.
국가대표와 소속팀활동으로 인해 경기를 치르고 회복하고 치료받는데 무리가 따름에 따라 2014년 7월 15일 크로아티아 축구 국가대표팀 은퇴를 선언했다.

## 수상
디나모 자그레브
- 프르바 HNL : 2002-03, 2005-06, 2006-07
- 크로아티아 컵 : 2001-02, 2003-04, 2006-07

 샤흐타르 도네츠크
- 우크라이나 프리미어리그 : 2010-11, 2011-12, 2012-13, 2013-14
- 우크라이나 컵 : 2010-11, 2011-12, 2012-13, 2015-16
- 우크라이나 슈퍼컵 : 2013, 2014, 2015

개인
- SN Yellow Shirt Award : 2006, 2007
- 프르바 HNL 올해의 선수상 : 2005-06, 2006-07
- 크로아티아 올해의 선수상 : 2006
- 프르바 HNL 득점왕 : 2006-07